# Wilster
Wilster er en by og en kommune i det nordlige Tyskland, beliggende i den sydvestlige del af Kreis Steinburg i den sydvestlige del af delstaten Slesvig-Holsten. Den er, uden at være en del af amtet, administrationsby for Amt Wilstermarsch.

## Geografi
Wilster ligger i Metropolregion Hamburg, omkring otte kilometer vest for Itzehoe og omkring syv kilometer nord for Elben.
Bundesstraße B 5 mod Itzehoe og Brunsbüttel samt B 431 mod Meldorf går gennem kommunen.

## Samfærdsel
Wilster har station på jernbanen „Marschbahn“ fra Hamborg-Altona mod Westerland på Sylt. Regionalbane 62 har timeforbindelse mod Heide (over Burg, Sankt Michaelisdonn og Meldorf) eller mod Itzehoe.

## Historie

### Middelalderen
Wilster er oprindeligt en hollandsk bosættelse og benyttede også op til 1282 den hollandske lov. Byen fik lübske stadsrettigheder, følge nogle i år 1240 af grev Gerhard I, ifølge andre i 1282 af grev Gerhard II. I et dokument af kong Christian I dateret 2. november 1470, der introducerede Holstens lov i Wilstermarsch og Krempermarsch i stedet for hollandsk, blev Wilster eksplicit undtaget af hensyn til dens stadsrettigheder. Muligvis har der ligget en fæstning her, eftersom en senere næsten tilmudret grøft ved kirkegården blev kaldt "Borggraven" og omgav en stor del af den gamle bydel.

### Renæssancen
I 1565 blev byen ramt af en alvorlig epidemi.
Byen havde i slutningen af 1590-erne 50 ølbryggerier ud af 340 borgere og 26 skibe. Wilster deltog i handelen på Østersøen: gennemsejlende skibe registreres i Øresund i 1569, 1575-79, 1581, 1588-89 og 1597 med 13 skibe, idet byen var fritaget for sundtold. Mens Krempe efter 1600 oplevede en nedgang i skibsfarten på grund af tilmudringsproblemer, udviklede Wilster sig til en voksende rival til Itzehoe. Byen handlede også med Lübeck skønt Hamborg fra 1580 hævdede stabelret for Elbmarsken, herunder Wilster marsk. Wilster handlede også med Bremen og Stade, men i 1570 klagede Wilster over, at folk fra Bremen drev handel i Wilstermarsken.
Under kejserkrigen slog i 1628 de kejserlige tropper lejr ved Wilster.
I 1712 blev byen atter ramt af en ny epidemi.
I 1769 havde byen 1.581 indbyggere.

### I Helstaten
Byens befolkningsudvikling i løbet af 1800-tallet: den havde 1.791 indbyggere i 1803, 2.622 indbyggere i 1835, 2.779 indbyggere i 1840, 2.871 indbyggere i 1845, 3.047 indbyggere i 1855 og 3.056 indbyggere i 1860.
I 1832 hærgede kolera her i fire uger og ramte 98 indbyggere.
De hjemmehørende handelsskibes antal og læstedrægtighed fremgår af nedenstående tabel:
| År   | Antal | kmcl |
| ---- | ----- | ---- |
| 1824 | 82    | 264½ |
| 1832 | 81    | 266½ |
| 1833 | 85    | 289½ |
| 1834 | 82    | 279  |
| 1835 | 92    | 293½ |
| 1836 | 102   | 320½ |
| 1837 | 103   | 331  |
| 1838 | 114   | 375  |
| 1839 | 118   | 410½ |

I Wilster lå i 1855 8 tobaksfabrikker, 2 eddikefabrikker, 2 garverier. Byen havde 43 handlende, heraf 11 manufakturhandlere, 17 kolonialhandlere, 7 træhandlere, 6 kornhandlere, 1 glasvarehandel, 1 urhandel. Byen havde apotek, 2 værtshuse (det ene Nissens hotel). Af håndværkere fandtes 30 skomagere, 19 snedkere, 11 tømrere, 16 smede, 5 guldsmede, 18 bagere, 8 vævere, 3 barberere, 9 bødkere og 9 slagtere. Byen havde 13 bryggerier og brænderier.

### Under Preussen
Wilster fik jernbaneforbindelse i 1878, og takket være en voksende efterspørgsel efter landbrugsvarer, oplevede byen en blomstringstid, som varede til 1. verdenskrig. Efter krigen oplevede byen derimod en krise med afvandring.
Byen havde 4.194 indbyggere i 1925 og amtsdomstol, fabrikation af læder, likør og tobak, drev kvægavl og havde store markeder.